# Velocità di flusso
In meccanica del continuo, la velocità di flusso (in inglese flow velocity) indica la velocità di un elemento di flusso (una "quantità infinitesima" di flusso) di un corpo continuo, liquido o solido (nel caso di scorrimento viscoso). Viene studiata in particolare nell'ambito dei fenomeni di trasporto.